# El Chavo Animado
El Chavo Animado là loạt phim hoạt hình hài hước của México được phát triển bởi nhà văn và nhà sản xuất truyền hình người México Roberto Gómez Fernández cho Canal 5 và Las Estrellas vào ngày 21 tháng 10 năm 2006 đến 6 tháng 6 năm 2014. Loạt phim kể lại những cuộc phiêu lưu và nỗ lực của nhân vật chính và bạn nghèo của mình tại thành phố hư cấu.

## Lồng tiếng

### Tây Ban Nha
- Jesús Guzmán vai El Chavo
- Sebastián Llapur vai Quico
- Mario Castañeda vai Don Ramón, Ñoño
- Erica Edwards vai Doña Florinda, La Popis
- Juan Carlos Tinoco (mùa 1-2) và Moisés Suárez Aldana (mùa 3-7) vai Professor Jirafales
- Erika Mireles vai Doña Clotilde (La Bruja del 71)
- Víctor Delgado (mùa 1-5) và Sebastián Llapur (mùa 6-7) vai Señor Barriga
- Maggie Vera vai Patty
- Leonardo García (mùa 1-5) và Hector Miranda (mùa 6-7) vai Jaimito el Cartero
- Julieta Rivera vai Gloria

### Anh
- Mona Marshall vai Chavo, Miss Pinster (The Witch of 71)
- Doug Erholtz vai Quico, Mr. Raymond, Captain Hopper
- Erin Fitzgerald vai Gordon, Phoebe
- Yuri Lowenthal vai Junior
- Tara Platt vai Gloria, Patty
- Bob Buchholz vai Professor Girafalde